# دومينغيش (لاعب كرة قدم)
دومينغيش هو لاعب كرة قدم برازيلي، ولد في 28 سبتمبر 1988 في Santo Antônio do Grama ‏ في البرازيل. لعب مع نادي بايساندو ‏.

## وصلات خارجية
- دومينغيش (لاعب كرة قدم) على موقع قاعدة بيانات كرة القدم.إي يو (الإنجليزية)
- دومينغيش (لاعب كرة قدم) على موقع Soccerway.com (الإنجليزية)